# Back to Earth (álbum de Cat Stevens)
Back to Earth es el undécimo álbum de estudio del cantautor británico Cat Stevens, publicado el 3 de diciembre de 1978. Es el único álbum del artista usando el nombre Cat Stevens después de su conversión al Islam en diciembre de 1977.

## Lista de canciones
Todas compuestas por Cat Stevens, excepto donde se indique lo contrario.

### Lado A
1. "Just Another Night" – 3:49
2. "Daytime" (Stevens, Alun Davies) – 3:55
3. "Bad Brakes" (Stevens, Davies) – 3:27
4. "Randy" – 3:12
5. "The Artist" – 2:32

### Lado B
1. "Last Love Song" – 3:27
2. "Nascimento" – 3:16
3. "Father" – 4:08
4. "New York Times" – 3:24
5. "Never" – 3:01

## Créditos
- Cat Stevens – voz, guitarras, teclados
- Gerry Conway - batería, percusión
- Alun Davies – guitarras
- B.J. Cole – guitarra en "Just Another Night"
- Eric Johnson – guitarra en "Bad Brakes"
- Jean Roussel – teclados
- Bruce Lynch – bajo